# Malopolski
Vous lisez un « bon article » labellisé en 2018.
Le Malopolski (polonais : koń małopolski) est une race de chevaux originaire de Pologne. Développée au XIXe siècle dans la région de Petite-Pologne, elle en tient son nom. Mise au point à partir de chevaux indigènes polonais, croisés avec des Pur-sangs et des Arabes, elle aboutit ainsi à un type proche de l'Anglo-arabe. Ses origines génétiques sont marquées par la forte influence du Pur-sang. L'étalon gris Ramzès est le plus fameux représentant de cette race.
Polyvalent, le Malopolski est utilisé de nos jours pour la traction légère et toute forme d'équitation, avec une recherche de type plus performant dans les sports équestres. Il est cependant peu performant en saut d'obstacles de haut niveau. Le cheptel total décline depuis la fin du XXe siècle, mais les études génétiques montrent peu de risques de consanguinité. 
Ce cheval, à de rares exceptions, est essentiellement présent en Pologne, ses principaux effectifs se trouvant au haras national de Walewice ; en raison de la baisse des effectifs sous les 2 000 individus en 2010, le Malopolski est considéré comme une race menacée.

## Dénomination
Le nom de la race, en polonais : koń małopolski, signifie « cheval de Petite-Pologne ». La race est aussi connue sous les noms de Lubelsko-Kielecki, Kraków-Rzeszów, et d'« Anglo-arabe polonais »,,.

## Histoire
La Pologne a une longue tradition de sélection de races de chevaux. Les origines du Malopolski sont à chercher parmi les chevaux autochtones de Petite-Pologne au XVe siècle, alors croisés avec des races orientales, dont l'Arabe, pour former un cheptel très semblable à ses ancêtres orientaux par son type. La race prend forme au XVIIe siècle, notamment avec l'influence du Wielkopolski. Ce dernier forme la seconde grande race chevaline de Pologne, avec le Malopolski, qui est propre au sud-est du pays.
À partir de la fin du XIXe siècle, des croisements avec des Pur-sangs et diverses races arabes interviennent, en particulier le Shagya et le Gidran, mais aussi l'Anglo-arabe français, le Furioso et le Przedswit, un demi-sang polonais,. Le Nonius est également mis à contribution. Grâce à des croisements importants avec l'Arabe et le Pur-sang, un type proche de l'Anglo-arabe est formé. Ainsi, les chevaux du haras de Walewice sont de ce type anglo-arabe. La première jumenterie a été constituée en 1945 par un noyau de 16 animaux, sur des critères d'utilité et de conformation, prenant en compte la « noblesse », la « beauté », la sécheresse des tissus, l'efficacité des mouvements, la durabilité, le caractère et la taille, qui devait être supérieure à 1,60 m. Le nombre de juments s'est ensuite accru, pour se stabiliser à environ 100 têtes en 1998. Environ 80 % de ces juments sont d'origine Shagya.
La race reçoit son nom officiel de Małopolska Rasa Koni le 27 décembre 1962. L'année suivante, son stud-book est ouvert,. En dépit de la chute des demandes en chevaux travaillant dans l'agriculture, les Malopolski gagnent en popularité, en tant que chevaux de selle. En 1971, Sir Richard Hamilton Glyn les décrit comme plus élégants et qualiteux que les Wielkopolski ; en 1980, Elwyn Hartley Edwards les considère comme étant la race la plus typique de la Pologne.
À partir de 1999, la population de la race commence à baisser. D'après une analyse effectuée sur la population de chevaux Malopolski de la région de Lublin entre 1976 et 2008, le type de la race a nettement évolué pour s'adapter au marché du cheval de sport. Le volume de la tête s'est notamment réduit. Cependant, cette sélection portée sur la recherche d'un profit à court terme n'a pas été profitable à la race sur le long terme. Les effectifs se sont temporairement accrus en parallèle d'une valorisation du demi-sang polonais, mais cela a conduit à une opposition entre deux courants d'éleveurs, ceux désireux de préserver les spécificités de l'ancien type de la race, et ceux désireux d'en faire un cheval de sport apte à rivaliser sur la scène du sport équestre international.

## Description

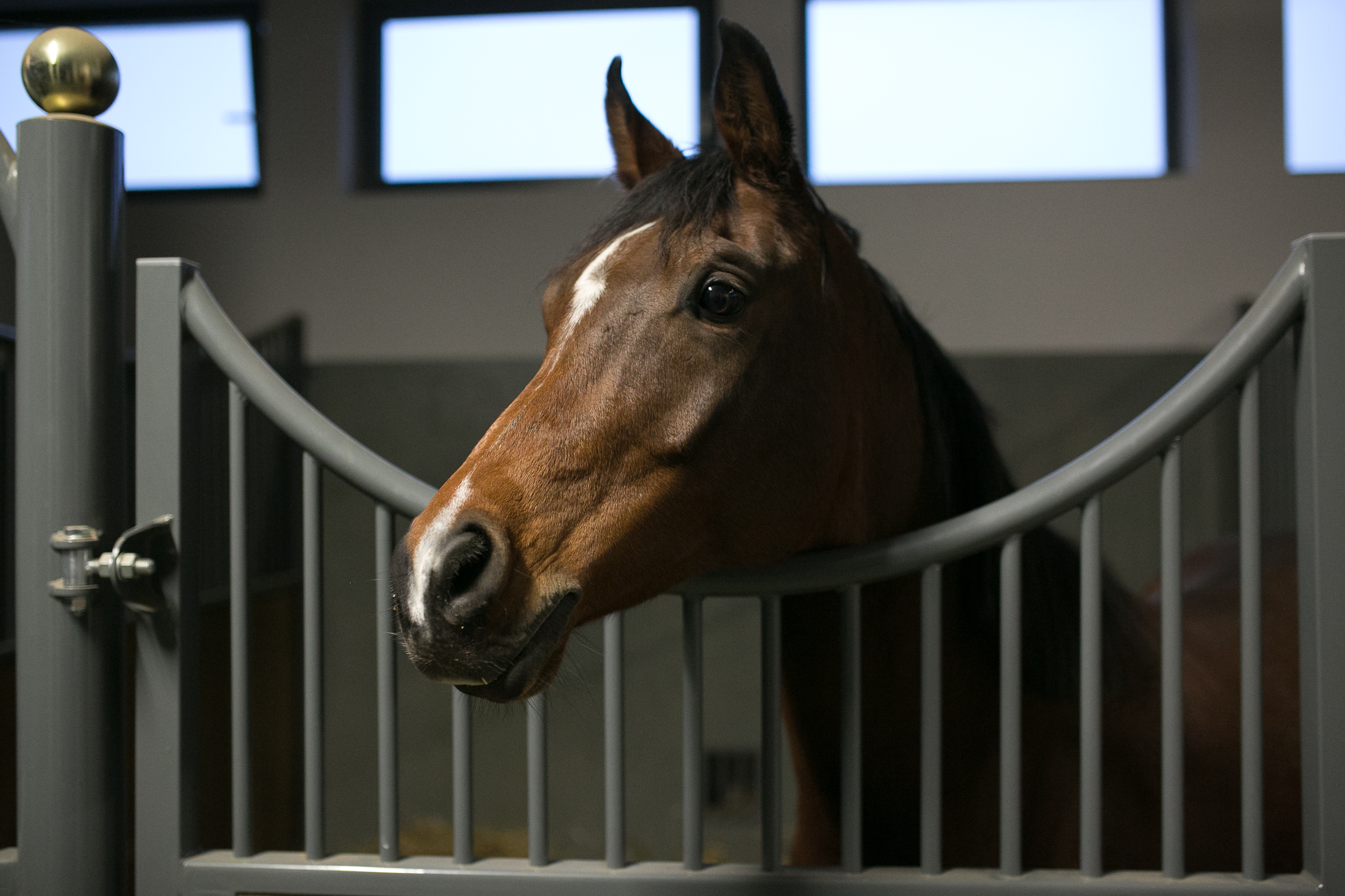
Cheval de type anglo-arabe, probablement un Malopolski, dans son box.

### Taille
D'après Maurizio Bongianni (1988), ces chevaux mesurent généralement de 1,50 m à 1,62 m au garrot. Gianni Ravazzi indique (2010) une fourchette de 1,55 m à 1,65 m. Cependant, le Guide Delachaux (2016) indique une tendance récente à l'augmentation de la taille, qui peut atteindre jusqu'à 1,76 m. 

### Morphologie
Les chevaux élevés au haras national de Walewice ont fait l'objet d'une étude de morphologie, réalisée sur des poulains d'un an entre 1982 et 1998.
Le Malopolski a beaucoup en commun avec une autre race polonaise, le Wielkopolski. Sa morphologie est de type anglo-arabe. Ces animaux sont perçus comme élégants. La tête est légère et raffinée, anguleuse est bien proportionnée, très proche de celle de l'Arabe, avec un chanfrein rectiligne ou légèrement concave, selon la souche dominante. Les oreilles sont petites, les yeux vifs et intelligents. L'encolure est longue, le garrot bien sorti, la poitrine large et profonde, l'épaule inclinée,. Le dos est long et la croupe arrondie et légèrement inclinée, avec une queue attachée haut. L'arrière main est bien musclée. Les jambes sont musclées, fines et longues, avec des articulations solides et des sabots durs.

### Robe
Les robes les plus communes sont le bai et l'alezan,. Il existe aussi des sujets de robe noire, grise ou rouanne,. Le bai est plus fréquent que l'alezan en raison d'une limitation des enregistrements des sujets alezans dans le stud-book.

### Tempérament et entretien
Ces chevaux sont réputés pour leur caractère agréable,, mais fougueux et vifs,, tenaces, avec une bonne action aux trois allures. La race est plutôt de bonne santé pour un cheval de sang, et relativement sobre.

### Sélection, types et lignées
Le Wielkopolski est moins consolidé génétiquement que le Malopolski. Les préoccupations des éleveurs de Malopolski s'orientent vers le risque de consanguinité. Le taux d'hétérozygotie, d'après l'étude de Pikula et collègues publiée en 1998, est de 0,254, soit moins bon que chez le Wielkopolski et le cheval de sport polonais. Cependant, une étude publiée en 2006 révèle peu de consanguinité au sein du Malopolski, en partie en raison de la grande quantité de diversité génétique apportée à la race par le Pur-sang. L’influence génétique du Pur-sang est en effet très forte chez le Malopolski, de même que pour la plupart des races européennes dites Warmblood. L'hétérozygotie est la plus élevée chez les chevaux issus du haras national de Walewice, et la plus faible chez ceux du haras national de Prudnik.
Il existe quatre variétés distinctes de Malopolski. La première est le Sadecki, influencé par la ligne Furioso,. Le second est le Darbowsko-Tarnowski, influencé par la lignée Gidran,. La troisième est le Lubelski ; la quatrième le Kielecki.
66 lignées de juments ont été identifiées.
Depuis 2003, la sélection de la race est gérée par la Polski Związek Hodowców Koni Małopolskich (Union polonaise des éleveurs de chevaux de Małopolski), créée à l'initiative d'entrepreneurs associés à des éleveurs et des utilisateurs de ces chevaux. Un championnat de race national polonais pour les jeunes chevaux est organisé chaque année depuis 1998.

## Utilisations

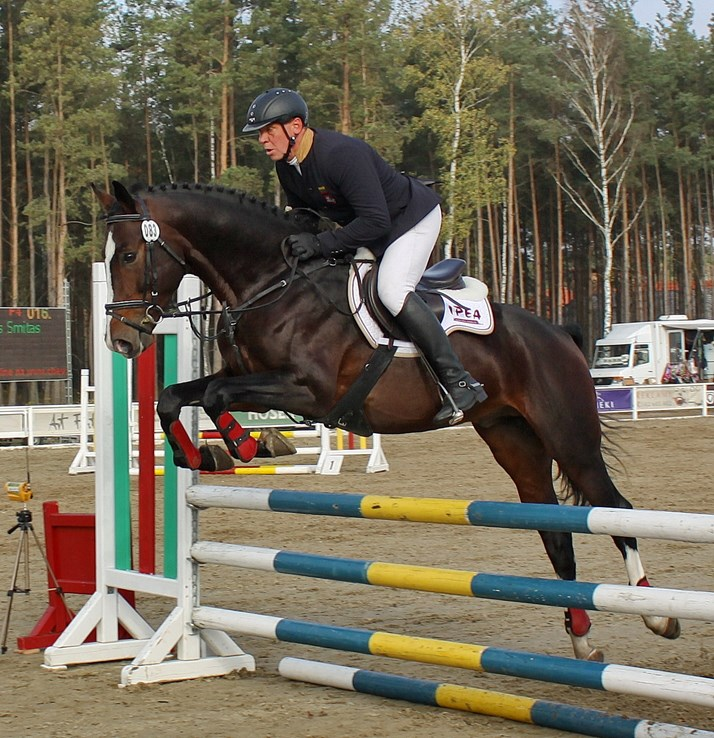
Concours de saut d'obstacles à Kwieki en 2016.

Les Malopolski sont utilisés pour la traction légère et la selle. Ils obtiennent de bons résultats dans les compétitions sportives, en particulier en saut d'obstacles (dans les années 1980), mais aussi en concours complet d'équitation, en particulier sur les épreuves de cross. Ils peuvent aussi faire de bons chevaux de loisir. Le Malopolski a été sélectionné pour être un cheval de sport polyvalent, et demande plutôt un cavalier expérimenté. Deux évaluations de ses performances en concours de saut d'obstacles, dont une parmi six races utilisées pour ce sport en Pologne, montrent cependant que le Malopolski obtient les plus mauvais résultats, en particulier en raison d'abandons fréquents avant la fin du parcours d'obstacles. Cette étude en conclut que « les résultats obtenus permettent de spéculer que les chevaux Małopolski ne sont pas complètement prédisposés à rivaliser dans les compétitions de saut de haut niveau. Cette opinion est confirmée par les praticiens (cavaliers et formateurs) et la recherche scientifique ».
Un étalon né en 1937, Ramzès, a eu une influence significative sur l'élevage des chevaux Holsteiner et Westphalien. Il reste considéré comme le meilleur représentant de la race.

## Diffusion de l'élevage
De nos jours, l'élevage du Malopolski est partagé en Pologne entre des haras privés tenus par des habitants du sud-est et du centre du pays, et les haras nationaux de Walewice, Janów Podlaski, Prudnik, Stubno et Udórz. Celui de Walewice a le plus gros effectif .
Le Malopolski reste populaire en Pologne, bien que les effectifs diminuent toujours, ce qui a conduit à divers appels pour maintenir la race. L'étude menée par l'Université d'Uppsala pour la FAO et publiée en 2010 signale cependant le Malopolski comme race européenne locale non-menacée. En 2010, le stud-book compte 1809 juments et 160 étalons. Depuis, l'Organisation des Nations unies pour l'alimentation et l'agriculture (FAO) a classé la race comme étant « en danger ». L'ouvrage Equine Science (4e édition de 2012) classe le Malopolski parmi les races de chevaux de selle peu connues au niveau international.

#### Articles de recherche
- [Borowska et Szwaczkowski 2014] (en) Alicja Borowska et Tomasz Szwaczkowski, « Pedigree analysis of Polish warmblood horses participating in riding performance tests », Canadian Journal of Animal Science, vol. 95, no 1,‎ 28 novembre 2014, p. 21–29 (ISSN 0008-3984, DOI 10.1139/CJAS-2014-006, lire en ligne, consulté le 20 décembre 2017)
- [Sasimowski et al. 1973] (pl) E. Sasimowski, B. Bar, I. Majewska, K. Palus et I. Trusiuk, « Structure of the horse population in the region of the Malopolski horse, determined on the strength of tentative classification », Rocz. Nauk Rol., vol. B, 95, no 3,‎ 1973, p. 20-40.
- [Stachurska et Brodacki 2000] (en) A. Stachurska et A. Brodacki, « Genetic structure of Małopolski horse population with respect to basic coat colours », Annals of Animal Science - Roczniki Naukowe Zootechniki, vol. 27, no 2,‎ 2000, p. 9-18 (ISSN 0137-1657, présentation en ligne)
- [Starun et Socha 2002] (en) M. Starun et S. Socha, « Genetic parameters of body dimensions of one-year-old Małopolski horses », Electron. J. Polish Agr. Univ. Biol, vol. 5, no 2,‎ 2002 (ISSN 1505-0297, lire en ligne)
- [Ząbek et al. 2006] (en) Tomasz Ząbek, Agata Żyga, Anna Radko et Ewa Słota, « Analysis of Genetic Variation in Malopolski Horses Using Molecular and Pedigree Data », Annals of Animal Science, vol. 6, no 1,‎ 2006 (lire en ligne).